# پهلیانی
پهلیانی (به انگلیسی: Phulliani) یک شهر در پاکستان است که در پنجاب واقع شده‌است.